# Det ordner vi
Det ordner vi er en dansk børnefilm fra 1946, der er instrueret af Holger Jensen efter manuskript af ham selv og Holger Buchhave. Filmen er en fri gengivelse af Holger Buchhaves bog af samme navn.

## Handling
En skoleklasse kappes om at skrive den bedste stil om en Norgesrejse. Vinderen belønnes med et ferieophold i Norge. En af drengene stjæler sin kammerats stil, indleverer den som sin og vinder konkurrencen. Men snyderiet opklares, og den tyvagtige dreng sendes på optagelseshjem, medens 'helten' drager til Norge.